# Richard Henry Bonnycastle
Richard Henry Bonnycastle, britanski vojaški inženir, * 30. september 1791, † 3. november 1847.